# Saint-Remy-Geest
Pour les articles homonymes, voir Saint-Remy.
Saint-Remy-Geest (en néerlandais Sint-Remigius-Geest, en wallon Djé-Sint-Rmey) est une section de la commune belge de Jodoigne située en Région wallonne dans la province du Brabant wallon.
Depuis 2022, le village figure au nombre des « Plus beaux villages de Wallonie »,,,,,.

## Toponymie
On retrouve le nom de Geest dans le nom des trois villages Saint-Remy-Geest, Sainte-Marie-Geest et Saint-Jean-Geest. 
Pour Jean-Jacques Jespers (2005), le nom de Geest provient du germanique *gaistu qui signifie hauteur sablonneuse.
Selon Jules Tarlier et Alphonse Wauters (1872), par contre, « Le nom de Geest, qui se rencontre fréquemment dans la vallée de la Grande-Gette, provient évidemment de la forme flamande du nom de cette rivière de même que Jauche et Jauchelette en reproduisent la forme wallonne. Les étymologies tirées des mots flamands geest, esprit, geest, terrain élevé, sablonneux, stérile, gast, hôte, ne peuvent présenter en leur faveur aucun argument sérieux ».
Tarlier et Wauters précisent que « Ce n'est qu'au treizième siècle que des noms de saints servent à distinguer l'un de l'autre les trois Geest existant, sous la même latitude, entre Jodoigne et Zétrud-Lumay. Auparavant on disait simplement Gest (1034), en latin Gestum (1138) ». 
Pour Saint-Remy-Geest, Tarlier et Wauters ajoutent que la forme Geest Saint-Remy est antérieure (Gest Sancti Remigii, 1230 ; Gheest Sancti Remigii, 1258 ; Geiste Sain Remi, 1295 ; Geest S. Remy, 1374) mais elle est supplantée ensuite par la forme Saint-Remy-Geest (Sinte Remis Gheest, 1436 ; Sinte Remeys Gheest, 1440 ; S. Remy Gest, 1464, 1472, 1492).

## Géographie

### Description
Le village est bâti à flanc de coteau autour de son église. On trouve des traces de l'existence du village dès le XIIIe siècle. La plupart des maisons et des fermes du village ont été construites en pierre calcaire de Gobertange, du nom du hameau tout proche. L'église Saint-Remy a été construite en 1768 en pierres de Gobertange et elle domine le village du haut d'une colline. La place en contrebas est entourée d'anciennes maisons en pierres. Les rues partants de cette place sont restées inchangées depuis plus d'un siècle. Les maisons, dont les anciens propriétaires étaient souvent carriers, sont également construites en pierres.

## Démographie
Selon Tarlier et Wauters, 140 communiants vivaient dans le village en 1666. En 1868, le village compte 705 habitants.
- Sources:INS, Rem:1831 jusqu'en 1970=recensements, 1976= nombre d'habitants au 31 décembre

## Histoire
Tarlier et Wauters affirment qu'une tombe romaine doit avoir existé à Saint-Remy-Geest au nord-ouest du village dans un endroit qui s'appelle encore le Champ de la Tombe dont il ne reste plus aucun vestige.
On trouve des mentions du village en 1034. Appartenant au comte de Louvain et il fut donné à l'évêché de Liège. L'évêque Reginard donna ensuite le village à l'abbaye de Saint-Laurent.
Deux frères, Arnoul et Jean de Geest donnent leur patrimoine à l'abbaye de Saint-Nicaise (Reims) pour fonder le prieuré de Hamme, vers le milieu du XIIe siècle. Leur patrimoine comprend Visene Ville qui correspond au hameau de Genville faisant actuellement partie de Saint-Remy-Geest. Ce bien finit par passer à l'abbaye de Bonne-Espérance qui l'acheta en 1677 à celle de Valduc.
En 1278, un duc de Brabant (Henri Ier probablement) affranchit le village des servitudes en échange du paiement d'un cens annuel.[réf. souhaitée]
En 1657, Jean de Lantwyck (†1667) acquit la Seigneurie de Genville.
Au XVIIe siècle apparaissent les comtes de Saint-Remy à la suite de l'apparition d'une seigneurie propre.

## Patrimoine et culture

### Patrimoine architectural

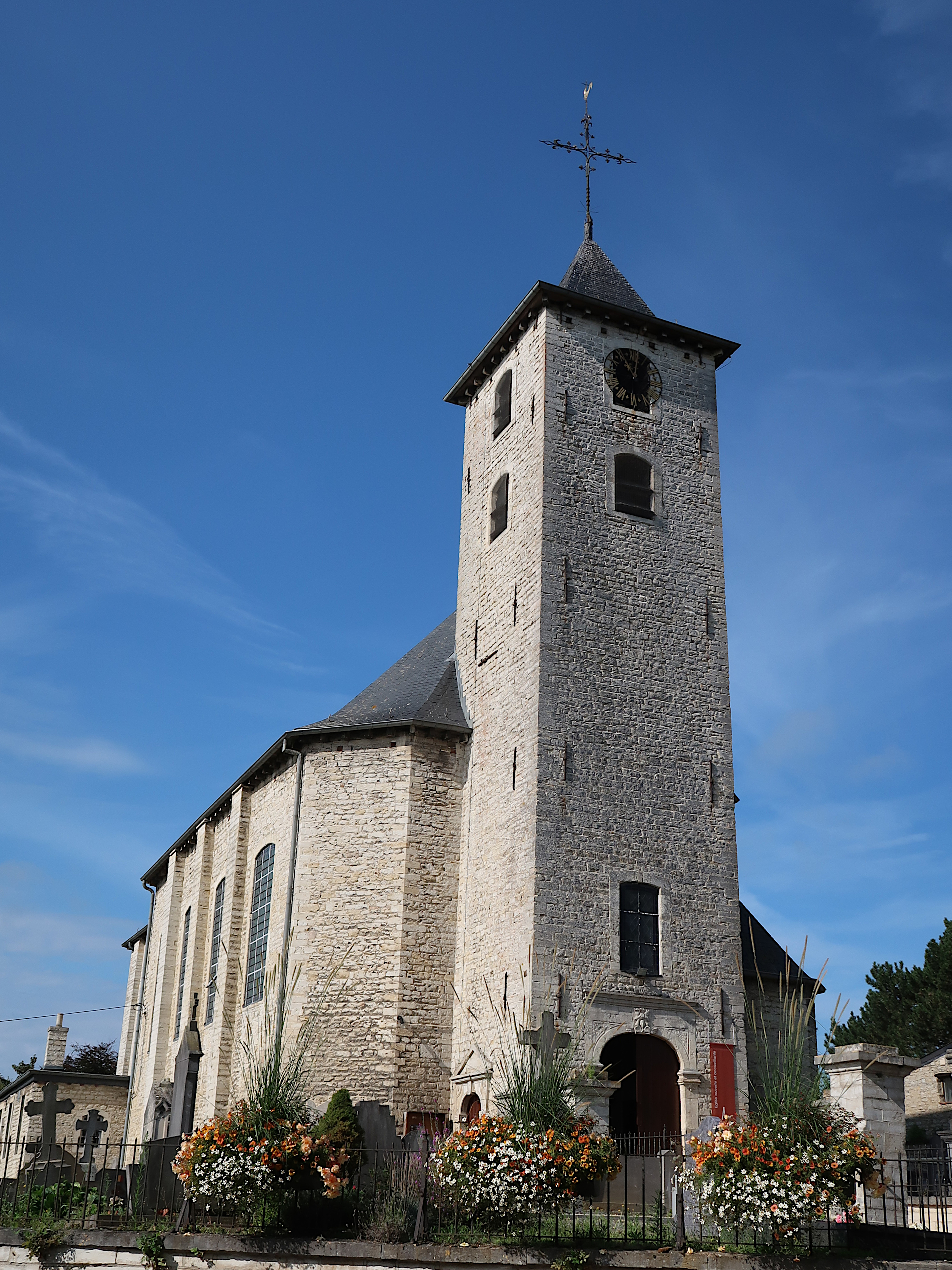
Église Saint-Remy de Saint-Remy-Geest.
- Moulin de Genville.
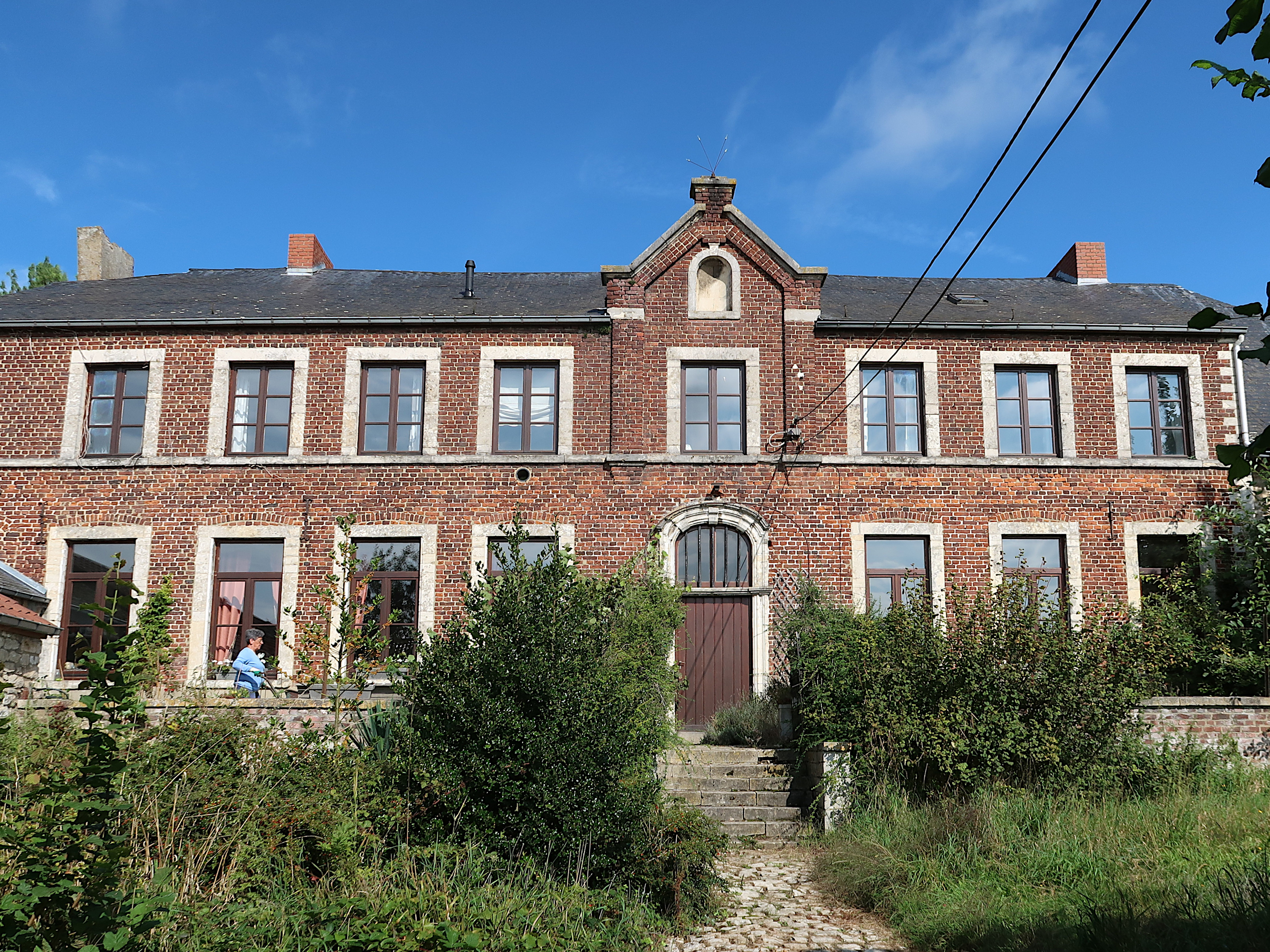
Presbytère de 1754.
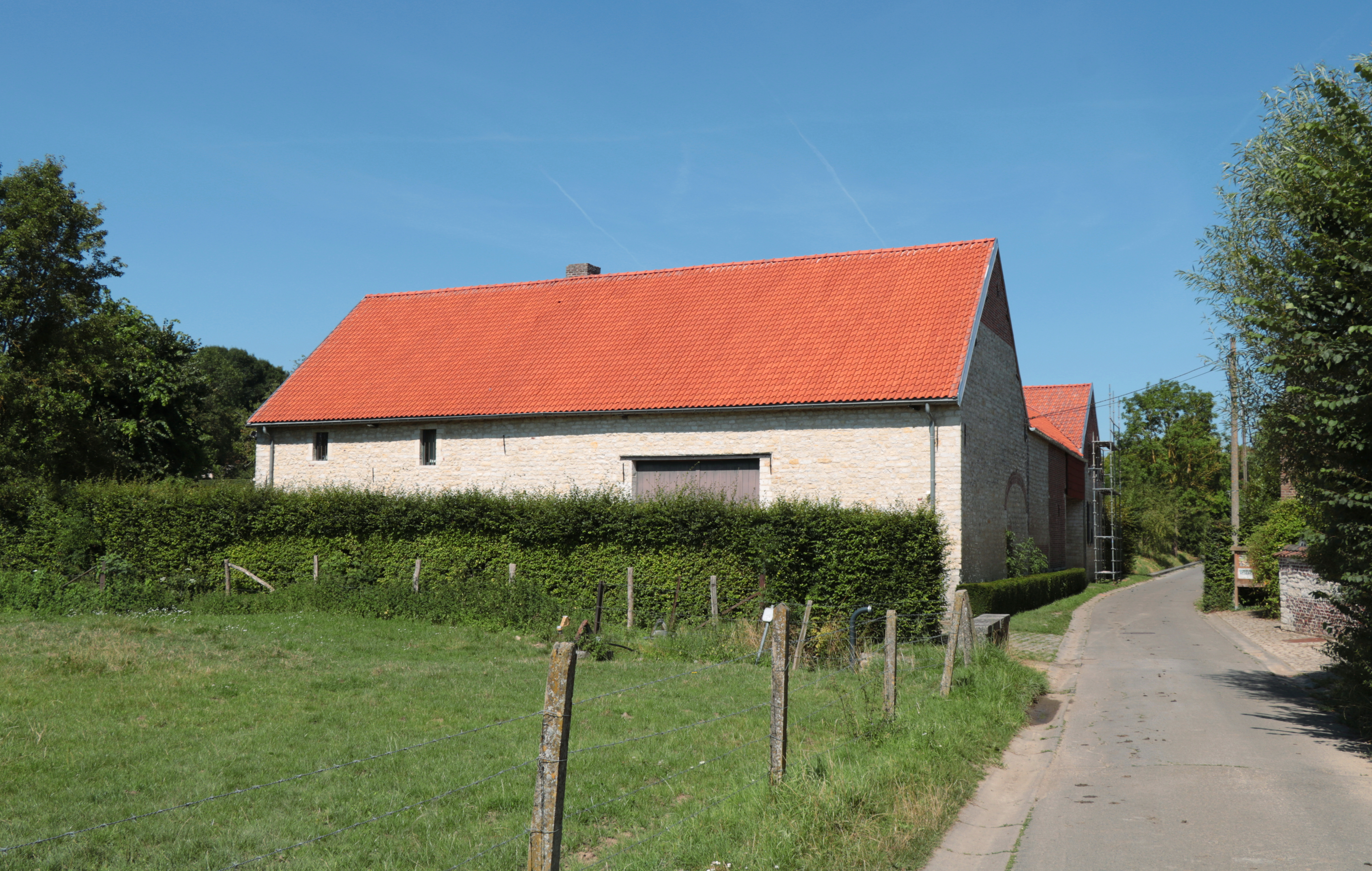
Moulin de Genville.

- Église Saint-Remy de Saint-Remy-Geest.
- Presbytère de 1754.
- Moulin de Genville.

## Personnalités liées
- Alexandre Bivort.